# Belo Polé
Belo Polé (en macédonien Бело Поле) est un village du centre de la Macédoine du Nord, situé dans la municipalité de Dolneni. Le village comptait 197 habitants en 2002.

## Démographie
Lors du recensement de 2002, le village comptait :
- Macédoniens : 197